# FC Djivan
El FC Djivan es un equipo de fútbol de Madagascar que juega en la Liga Regional de Farafangana.

## Historia
Fue fundado en el año 1994 en la ciudad de Farafangana y su mejor etapa ha sido a finales de los años 1990 e inicios de los años 2000 en donde fue campeón de la Copa de Madagascar en tres ocasiones de manera consecutiva.
A nivel internacional ha participado en tres torneos continentales en donde nunca ha superado la primera ronda.

## Palmarés
- Copa de Madagascar: 3

1998, 1999, 2000

## Participación en competiciones de la CAF
| Temporada | Torneo          | Ronda      | Club                | Casa | Visita | Global      |
| --------- | --------------- | ---------- | ------------------- | ---- | ------ | ----------- |
| 1999      | Recopa Africana | Preliminar | BDF XI              | 0-0  | 1-3    | 1-3         |
| 2000      | Recopa Africana | Preliminar | Red Star            | 0-0  | 0-0    | 0-0 (2-0 p) |
| 2000      | Recopa Africana | 1          | SS Saint-Louisienne | 1-1  | 2-4    | 3-5         |
| 2001      | Recopa Africana | 1          | Simba SC            | w.o. | w.o.   | w.o.        |